# Kolchida

Kolchida (stgr. Κολχίς Kolchis, dopełniacz Κολχίδος Kolchidos, gruz. კოლხეთი Kolcheti) – historyczna nazwa krainy leżącej na wybrzeżu Morza Czarnego, na terenie obecnej Gruzji. Ważniejsze miasta: Kutaisi (starożytne Kita albo Kutatisiumi), Wani (starożytne Surium) – ojczyzna Medei, Suchumi (starożytne Dioskurias), Poti (starożytne Fasis).
W starożytności Kolchida była kolonią greckiego miasta  Milet. Grecy łączyli Kolchidę z obecną w mitologii krainą Aja, celem wyprawy Argonautów po złote runo.